# Việt Nam tại Thế vận hội Mùa hè 1992
Tại Thế vận hội Mùa hè 1992 diễn ra ở Barcelona, Tây Ban Nha đoàn Việt Nam tham dự với 12 thành viên (7 vận động viên, 3 huấn luyện viên và 2 quan chức) tranh tài ở 3 môn thi đấu: điền kinh, bơi và bắn súng.

## Điền kinh
Nội dung marathon nữ:
- Đặng Thị Tèo, thành tích: bỏ cuộc

Nội dung 100m nữ:
- Trương Hoàng Mỹ Linh, thành tích: vòng 1

Nội dung 200m nữ:
- Trương Hoàng Mỹ Linh, thành tích: 24 giây 45, vòng 1

Nội dung 100m vượt rào nữ:
- Nguyễn Thị Thu Hằng, thành tích: 15 giây 16, vòng 1

Nội dung marathon nam:
- Lưu Văn Hùng, thành tích: 2:56:42, xếp thứ 85/112 vđv

## Bơi
Nội dung 100m ếch nữ:
- Nguyễn Thị Phương, thành tích: bị loại vì phạm quy

Nội dung 200m ếch nữ:
- Nguyễn Thị Phương, thành tích: 2 phút 57 giây 71, xếp thứ 38/40 vđv

Nội dung 100m bướm nữ:
- Nguyễn Kiều Oanh, thành tích: 1 phút 05 giây 19, vòng 1

Nội dung 200m hỗn hợp cá nhân nữ:
- Nguyễn Kiều Oanh, thành tích: 2 phút 35 giây 17, vòng 1

## Bắn súng
Nội dung súng ngắn bắn nhanh 25m nam:
- Nguyễn Quốc Cường, thành tích: 573 điểm, xếp thứ 27/30 vđv